# Rosa Laviña Carreras
Rosa Laviña i Carreras (Palafrugell, 14 de gener de 1918 – Tolosa, 30 de maig de 2011) treballà de modista i de molt jove va ser militant a les Joventuts Llibertàries de Palafrugell. Considerada una dona alegre, vital, valenta, solidària, coherent, que va lluitar tota la vida pels seus ideals. Durant més de 60 anys va militar a la Solidaritat Internacional Antifeixista (SIA) i la Confederació Nacional del Treball (CNT). D'idees molt fermes, sempre s'havia considerat una persona pacífica.

## Biografia
Era la petita de dos germans, el seu germà va treballar de pintor decorador i la seva mare, Engràcia Carreras, va treballar primer de modista i després d'obrera en una fàbrica de suro de Palafrugell.
El seu pare, Martí Laviña, va influir molt en ella. Era anarquista i un home molt polifacètic que tenia una llibreria al Carrer dels Valls de Palafrugell, on es venien llibres d'escola, llibres d'escriptors i filòsofs com Víctor Hugo i Friedrich Nietzshe...) i revistes d'idees avançades, moltes de caràcter llibertari com La Revista Blanca. També es venien llibres de l'editorial de la família de Frederica Montseny. En una entrevista personal a la Revista de Girona l'any 1997 Rosa Laviña explicava que a casa no es guanyaven gaire bé la vida perquè el seu pare «no volia vendre segons quina mena de llibres» i havia de combinar la feina de llibreter amb la de barber en una barberia que tenia l'avi de la Rosa al Carrer Estret. En aquesta entrevista també parla que en alguns moments es van sentir discriminats per les seves idees. Explica que un dia la van escollir per portar un ram de flors al rei Alfons XIII i que el seu pare s'hi va negar perquè era «una manera de burlar-se» d'ells, que eren republicans. El seu pare també va ser representant a la vila de l'Associació Internacional Antifeixista, escrivia al periòdic Ara, de Palafrugell, i va ser un dels responsables de l'Ateneu Llibertari.
De jove, quan va esclatar la guerra, es va afiliar a les Joventuts Llibertàries de Palafrugell, explica en una entrevista a la Revista de Palafrugell el 2003. La seva mare, que havia patit molt amb l'experiència del seu pare, no volia que ella s'hi afiliés. Dins les Joventuts Llibertàries va ocupar el càrrec de secretària. Amb el seu pare formaven part de la Solidaritat Internacional Antifeixista (SIA), que es formà quan va esclatar la guerra i tenien cura dels nens i nenes que anaven a parar a Palafrugell a conseqüència de la guerra.

### Exili
Al final de la Guerra Civil espanyola van sortir de Palafrugell, van estar quatre dies caminant i quan van arribar al Pertús van separar homes i dones i només les van deixar passar a ella i a la seva mare. Es van acomiadar del seu pare, però aquella seria l'última vegada que el veurien.Elles dues van estar en un camp de refugiats al poble de Brûlon. Al cap de tres mesos va poder veure el certificat de defunció, on deia que havia mort d'una congestió pulmonar a Arràs. Durant nou mesos es van instal·lar al Voló, on la Rosa cosia en una casa i intentava no perdre el contacte amb la resta d'espanyols. Després es van instal·lar a Tolosa. En aquesta ciutat occitana va entrar en contacte amb el nucli que hi havia de la CNT i va ser una de les militants més constants. Amiga de Frederica Montseny, va participar en nombroses activitats i va formar part del comitè estatal del sindicat.
Va acollir a casa seva diversos maquis, entre els quals Marcel·lí Massana i Ramon Capdevila.

## Llegat
En els últims anys de la seva vida va ser objecte d'entrevistes en publicacions i mitjans audiovisuals, a Espanya i França, en què va relatar les seves experiències. El seu fons documental es conserva a l'Arxiu Municipal de Palafrugell.
Rosa Laviña fou escollida en un procés participatiu realitzat al març del 2010 a Palafrugell, com una de les dones de la vila que mereixerien que el seu nom fos donat a un carrer, cosa que s'acomplí al març de l'any següent.